# Уряд національного порятунку Мілана Недича
Уряд національного порятунку  (серб. Влада националног спаса; нім. Regierung der nationalen Rettung), або Режим Недича — колабораційний уряд окупованої німецькими військами Сербії, що існував з серпня 1941 по жовтень 1944.

## Громадянський комісаріат
1 травня 1941 року окупаційна німецька влада створила у Сербії орган влади під назвою Громадянський комісаріат, на чолі якого поставили Мілана Ачімовича. У комісаріат увійшли 10 комісарів, що керували окремим галузями господарства (сам Ачімович став також комісаром внутрішніх справ). Найважливіші пости зайняли М. Янкович (комісар зі справ юстиції) та Д. Льотіч. Однак грабіжницька політика Німеччини викликала опір ряду комісарів, троє з яких 23 серпня 1941 року подали у відставку, після чого комісаріат був розпущений.

## Уряд Недича
Після розформування Громадянського комісаріату посадові особи Німеччини у Белграді прийшли до ідеї, що для стабільності у Сербії, а також підвищення репутації Німеччини, має бути створений сербський уряд під керівництвом професійної німецької влади.
До складу нового уряду було запропоновано включити Джуру Докіча, Лазаря Марковіча, Косту Кумануді, Велібора Йоніча, Дімітріе Льотіча, Михайла Олчана, президента Сербської Королівської академії наук Александра Бєліча та Александра-Цинцара Марковіча. Спочатку, на посаду прем'єр-міністра пропонувався Дімітріе Льотіч. Однак Льотіч подякував за довіру та порекомендував на цю посаду Мілана Недича, який мав у народі великий авторитет. Після кількох зустрічей Гарольда Турнера (представника генерала Данкельмана) з Недичем, останній погодився зайняти запропонований йому пост. Свій уряд він назвав «урядом національного порятунку».
28 серпня, перед прийняттям присяги перед німецьким генералом, Недич провів нараду, де підкреслив, що дії уряду будуть спрямовані на порятунок сербського народу, який гине у Західній Сербії з вини партизан.
При звільненні Белграду у 1944 році були схоплені, засуджені та розстріляні міністри уряду Недича Йован Міюшкович и Добросав Веселінович. Після звільнення Югославії більшість міністрів уряду національного порятунку спробували втекти з країни, зокрема до Австрії, звідки були повернуті та засуджені за державну зраду.
Лише колишнім міністрам Борівое Йонічу та Міодрагу Дамяновічу вдалося втеки та сховатися за кордоном. Йоніч помер у Франції, Дамяновіч у Німеччині у 1956 році.
Сам Мілан Недич, за офіційною версією, покінчив життя самогубством, викинувшись з вікна.